# Conjunto ordinal definível
Na teoria matemática dos conjuntos, um conjunto S é dito ser ordinal definível se, informalmente, pode ser definido em termos de um número finito de números ordinais por uma fórmula de primeira ordem. Conjuntos ordinal definíveis foram introduzidos por Gödel (1965).
Uma desvantagem desta definição informal é que requer a quantificação sobre todas as fórmulas de primeira ordem, que não podem ser formalizadas na linguagem da teoria dos conjuntos. No entanto, há uma maneira diferente de definir, que pode ser assim formalizada. Nesta abordagem, um conjunto S é formalmente definido como sendo ordinal definível se existe algum conjunto de ordinais α1..., αn , tais que {\displaystyle {\displaystyle S\in V_{\alpha _{1}}}} e {\displaystyle S} pode ser definido como um elemento de {\displaystyle V_{\alpha _{1}}} por uma fórmula de primeira ordem  φ tomando α2..., αn como parâmetros. Aqui {\displaystyle V_{\alpha _{1}}} denota o conjunto indexado por um ordinal α1 na hierarquia de conjuntos de von Neumann. Em outras palavras, S é o único objeto tal que φ(S, α2..., αn) vale com seus quantificadores variando sobre {\displaystyle {\displaystyle V_{\alpha _{1}}}}.
A classe de todos os conjuntos ordinal definíveis é denotada por OD; não é necessariamente transitória, e não precisa ser um modelo de ZFC, porque ela pode não satisfazer o axioma da extensão. Um conjunto é hereditariamente ordinal definível se é ordinal definível e todos os elementos de seu fecho transitivo são ordinal definíveis. A classe de conjuntos hereditariamente ordinal definíveis é denotada por HOD, e é um modelo transitivo de ZFC, com uma relação bem ordenada definida. É consistente com os axiomas da teoria dos conjuntos que todos os conjuntos são ordinal definíveis, e assim hereditariamente ordinal definíveis. A afirmação de que essa situação perdura é referida como V = OD ou V = HOD. Segue-se que  V = L, e é equivalente à existência de uma boa-ordenação (definível) do universo. No entanto, observe que a fórmula que expressa V = HOD não precisa ser verdadeira dentro de HOD, como não é absoluta para os modelos da teoria dos conjuntos: dentro de HOD, A interpretação da fórmula para HOD pode produzir um modelo interno ainda menor.
HOD tem se revelado útil na medida em que é um modelo interno, que pode acomodar, essencialmente, todos os grandes cardinais conhecidos. Isto está em contraste com a situação dos modelos núcleos, como modelos núcleos ainda não foram construídos, que podem acomodar cardinais supercompactos, por exemplo.